# Jin Ping Mei
Jin Ping Mei (kinesisk: 金瓶梅, dansk: Den Gyldne Blommevase) er en erotisk kinesisk roman skrevet under Ming-dynastiet, muligvis omkring 1610 i Wanli-kejserens regeringstid. Den er kendt for sine åbenlyst erotiske og pornografiske skildringer og omtales af og til som en af de fire klassiske romaner.
Bogen består af 100 kapitler og 120 digte, der beskriver den liderlige apoteker Ximen Qings kvinder og hans amourøse eskapader under det tidlige Song-dynasti. Historien er baseret på en episode i romanen Fortællinger fra marsk og mose, hvor Ximen Qing indleder en kærlighedsaffære med Guldlotus og myrder hendes mand, selvom episoden får en anden løsning i Jin Ping Mei.
Bogen er blevet filmatiseret flere gange i Taiwan og Hong Kong, men har længe været forbudt i Folkerepublikken Kina på grund af sit erotiske indhold.

## Oversættelser
- Jin Ping Mei - I vers og prosa. Oversat till dansk af Vibeke Børdahl. København: Vandkunsten, 2011.